# إيران والاستعمار الأحمر والأسود
في 7 يناير 1978 نشرت صحيفة اطلاعات مقالاً بعنوان إيران والاستعمار الأحمر والأسود تحت اسم مستعار هو أحمد رشيدي مطلق، وتعرضت فيه بالإساءة المباشرة والصريحة إلى العلماء وعلى الامام الخميني شخصياً، ووجهت له إهانات فاضحة.
أثارت المقالة استنكاراً واسعاً بين الناس، وأدی إلى اندلاع مظاهرة التاسع عشر من دي في مدينة قم، والتي قُتل فيها العديد من طلبة العلوم الدينية.

## الخلفية
في عام 1975 بعد أن وُقعت اتفاقية الجزائر بين العراق وإيران، أصبحت الحدود بين البلدين مفتوحة، فكانت رسائل والتسجيلات الصوتية للامام الخميني، الذي كان منفاه الی العراق، تصل إلی إيران وتتوزع بشكل واسع، فكانت تلهب حماس الشارع الإيراني ضد الشاه.
وفي أكتوبر 1977، عندما توفي السيد مصطفى الخميني الابن الأكبر لروح الله الخميني بطريقة غامضة، ألقت المجموعات المعارضة للشاه المسؤولية على السافاك، وأتهمتهم بسمه. فأقيمت مجالس العزاء بشكل واسع في المدن الكبرى. وخرجت موجة من الاحتجاجات في عدة مدن. فهي كانت نقطة الانطلاق لانتفاضة المجتمع الإيراني.
وفي غضون ذلك، بادر نظام الشاه إلى الانتقام من المجموعات المعارضة، بنشره مقالاً في إحدى الصحف اليومية الرسمية للبلاد، يسيء إلی المعارضة وعلی الخصوص الإمام الخميني.

## الأحداث
في 7 يناير 1978 نشرت صحيفة إطلاعات مقالاً بعنوان «إيران والاستعمار الأحمر والأسود» تحت اسم مستعار هو أحمد رشيدي مطلق، وتعرضت فيه بالإساءة إلى العلماء وبالهجوم الصريح والحاد على الامام الخميني شخصياً، ووصفته بأنه السيد الهندي الذي عاش لبعض الوقت في الهند، وكان على اتصال مع المراكز الاستعمارية البريطانية.
كما تعرضت المقالة بسخرية مجالس العزاء التي عقدت في ذكرى مصطفی خميني. واختتمت المقالة بدعوة الناس إلى بعض الإصلاحات، مثل إباحة الإجهاض، وإلزام النساء بكشف الحجاب، وفرض العقوبات على المحجبات.
ًطُبعت المقالة بالحبر الاحمر في قسم التعليقات والأفكار. ووفقا لبهمن بختياري، كان المؤلفين الرئيسيين لهذه المقالة داريوش همايون وفرهاد نيكوخواه، وهما المسؤولان في الوزارة. ويزعم أن الشاه أمر بإعادة كتابة المقالة لتصبح أكثر إهانة في لهجتها. ثم نشرت في يوم ذكرى إعلان رضا شاه قانون كشف حجاب النساء.

## ردود الفعل
بعد نشر المقالة في الصحيفة صدرت احتجاجات وردود أفعال كبيرة ضدها. فبعد يوم واحد من نشرها، تعطلت الدراسة في حوزة قم واجتمع الناس في بيت العلماء.
وفي اليوم، التالي في 9 يناير 1978، تحول الغضب إلى حركة تظاهرية. فخرجت جموع غاضبة من الطلاب والزعماء الدينيين في مظاهرة حاشدة بمدينة قم. أُرسل الجيش وقوات الأمن لتفريق المتظاهرين، فقاموا بإطلاق النار على المتظاهرين. وقد قتل عدد كبير منهم في الشوارع. وقد سميت بمظاهرة 19 دي.
وبعد واقعة قم، أخذت المظاهرات تنتظم في العديد من المدن والبلدان الأخرى منها تبريز، يزد، أصفهان، شيراز، جهرم والأهواز احتجاجاً أو إحياء ذكرى الشهداء وأربعينياتهم، وبذلك تعمقت حالة الثورة والغليان داخل البلد.
وقد أصبحت هي بداية الثورة الإيرانية، حيث بعد 13 شهراً تم الإطاحة بسلالة البهلوي والنظام الشاهنشاهي.